# Nora Vasconcellos
Nora Vasconcellos (Pembroke, 28 de novembre de 1992) és una patinadora de monopatí professional estatunidenca.
El juny de 2016 Vasconcellos va començar a ser patrocinada per a Adidas. El mateix any, Vasconcellos juntament amb Samarria Brevard i Leo Baker van ser els convidats misteriosos a la temporada 2 del concurs King of the Road. Vasconcellos va ocupar el primer lloc al Vans Park Series World Championships de 2017 convertint-se poc després en professional del monopatí. L'any 2017, Giovanni Reda va dirigir un curtmetratge documental en col·laboració amb Adidas titulat Nora, sobre la trajectòria de Vasconcellos en el món de l'skatebording des de la infància fins a l'actualitat.
Thrasher va situar Vasconcellos al número 4 de la llista de les 10 millors dones i patinadores no binàries del 2019. El 2019, Vasconcellos va aparèixer a This Way, un curtmetratge amb Nora, Laura Enever i Jaleesa Vincent.